# サリー・ムンタリ
スレイマン・アリ・ムンタリ（アラビア語: سليمان علي مونتاري、Suleyman Ali "Sulley" Muntari、1984年8月27日 - ）は、ガーナ・アシャンティ州コノンゴ出身の元サッカー選手。元ガーナ代表。ポジションはミッドフィールダー。弟のサリー・ムニルもサッカー選手であり、CDトンデラに所属している。

## 経歴

### クラブ

#### プロ入り前
ガーナの首都アクラにあるリバティー・プロフェッショナルズFCのユースチームでサッカー選手としてのキャリアをスタートさせる。

#### ウディネーゼ・カルチョ
ユースレベルでの活躍からプレミアリーグのマンチェスター・ユナイテッドを始めとする複数のクラブから誘いを受け、最終的にはセリエAのウディネーゼ・カルチョに加入。2002年11月6日、対ACミラン戦でセリエAデビューを果たした。
2002-03シーズンより監督に就任したルチアーノ・スパレッティの下でチームは2002-03シーズン・5位、2003-04シーズン・7位、2004-05シーズン・4位と好調を維持し、その中でチームの中核としてプレー。2005-06シーズンにはUEFAチャンピオンズリーグの舞台も経験した。一方でスパレッティが同じセリエAのASローマに移って以降、ウディネーゼは精彩を欠き、2005-06シーズン・2006-07シーズンと続けて10位に甘んじてしまう。

#### ポーツマスFC
サッカー選手としての更なるキャリアアップを求めて移籍を決断し、セリエAの強豪クラブからのオファーもあったが、プレミアリーグでのプレーを希望。2007年5月30日にかねてからオファーを受けていたポーツマスFCへ移籍した。

#### インテルナツィオナーレ・ミラノ

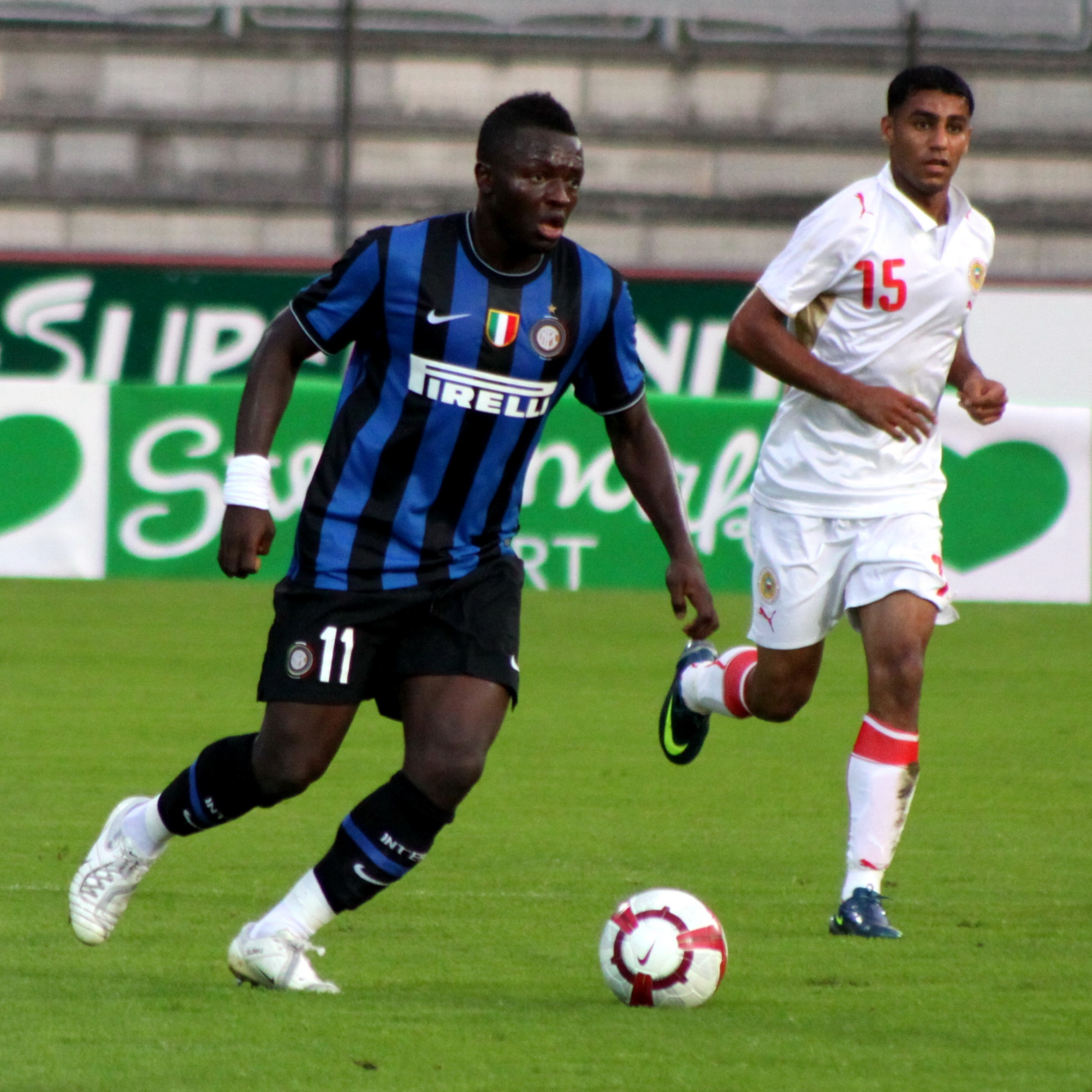
インテルでプレーするムンタリ

2008年7月28日、インテル・ミラノへ推定1400-1600万ユーロ、4年契約で移籍した。インテルでの1年目は計38試合に出場し5得点を挙げる活躍をみせ、インテルのセリエA4連覇に貢献した。
2010年3月12日、第28節のカルチョ・カターニア戦で2分間で2枚のイエローカードが出され退場になる。1-1の同点で迎えた79分、エステバン・カンビアッソと交代で入ると、直後のプレイでイエローカードが出され、カターニャのFKとなる。壁はペナルティ・エリア内で作られたが、そこでハンドを犯し2枚目のイエローカードで退場となる。そして、カターニャはPKを決めて逆転に成功する。試合は3-1でインテルが敗れた。

#### サンダーランドAFC
2011年1月31日、サンダーランドAFCへレンタル移籍。

#### ACミラン
2012年1月31日にはACミランにレンタル移籍。インテルとの契約が満了した2012年7月、新たにミランと契約を結んで完全移籍した。
2013年12月22日　かつて所属していたインテルとのミラノダービーに先発出場したが、後半途中レッドカードで退場。ACミランは1-0で敗れた。
2015年6月30日、ミランと双方合意の上で契約を解除したと発表した。ムンタリは2014-15シーズンの終盤戦で、「来シーズンの構想に含まれていない」としてチームの招集を拒否。ミランがこれを受け入れたことで関係性が事実上破綻したと見られていた。契約は2016年までとなっていたが、2015年夏の退団が決定した。

#### アル・イテハド
2015年7月27日、サウジアラビアのアル・イテハドと契約したことが公式に発表された。契約期間は2年間で年俸は700万ユーロと報道された。

#### ペスカーラ
2017年、デルフィーノ・ペスカーラ1936に移籍した。

#### デポルティーボ・デ・ラ・コルーニャ
2018年2月22日、デポルティーボ・デ・ラ・コルーニャとシーズン終了までの契約を締結した。

### 代表

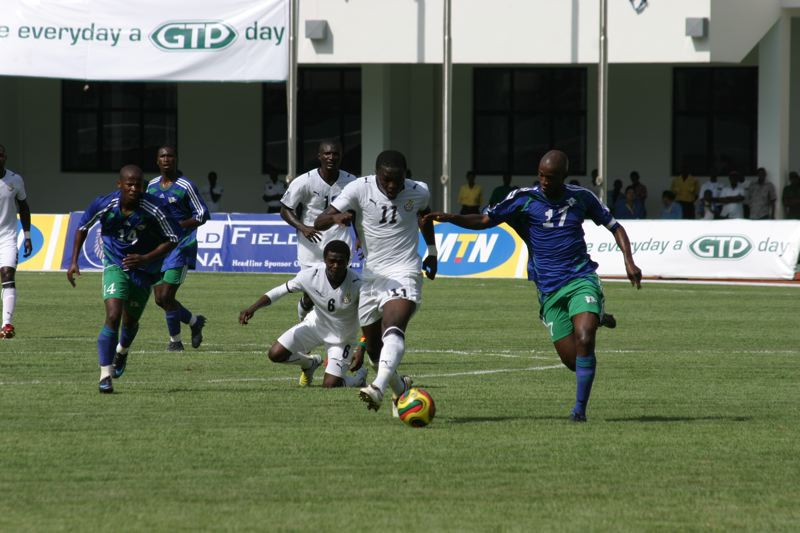
ガーナ代表でプレーするムンタリ

2001 FIFAワールドユース選手権のガーナ代表メンバーに選出され、準々決勝でカカ擁するブラジル代表戦に勝利した。決勝では開催国であるアルゼンチン代表に敗れたが、それまで無敗というチームの快進撃にレギュラーとして貢献した。
2002年のスロベニア戦でガーナA代表デビューを果たした。その後はブラック・スターズ（ガーナ代表の愛称）の中心選手となり、2006 FIFAワールドカップに出場した。イタリア、チェコ、アメリカと強豪揃いのグループEだったが、チェコ戦でゴールを決めるなどチームのグループリーグ突破に貢献した。決勝トーナメント1回戦ではブラジルと対戦し0-3で敗戦するものの、スティーヴン・アッピアーやマイケル・エッシェンらと共にプレーした。
2008年のアフリカネイションズカップでは大会ベストイレブンに選出された。
2009年9月6日の2010年ワールドカップ予選・スーダン戦ではガーナを2大会連続のワールドカップ出場へ導く決勝ゴールを挙げた。
2010年7月2日の2010 FIFAワールドカップ・準々決勝のウルグアイ戦にて前半47分に約30メートルの距離からロングシュートを決め、先制点を挙げたが、チームはPK戦で敗れた。
2014年6月26日、2014 FIFAワールドカップ・グループステージ第3戦のポルトガル戦を控えて、自国協会から「規律違反があった」としてケヴィン＝プリンス・ボアテングと共に代表メンバーから外され大会から姿を消した。チームスタッフに対する暴言が噂されたが後にプリンス・ボアテングがインタビューで自国協会の選手に対する待遇の悪さと改善の兆しが無かった事を明かしている。

## 人物・エピソード
車好きで、自動車販売会社4FKモータースポーツのオーナーを務める。

## 代表歴

### 出場大会
- ガーナ代表
  - 2006 FIFAワールドカップ
  - 2010 FIFAワールドカップ
  - 2014 FIFAワールドカップ

### 試合数
- 国際Aマッチ 84試合 20得点（2002年-2014年）[11]

| ガーナ代表 | 国際Aマッチ | 国際Aマッチ |
| 年         | 出場        | 得点        |
| ---------- | ----------- | ----------- |
| 2002       | 2           | 0           |
| 2003       | 1           | 0           |
| 2004       | 5           | 1           |
| 2005       | 6           | 2           |
| 2006       | 11          | 3           |
| 2007       | 8           | 2           |
| 2008       | 12          | 4           |
| 2009       | 6           | 2           |
| 2010       | 6           | 2           |
| 2011       | 10          | 1           |
| 2012       | 8           | 1           |
| 2013       | 5           | 2           |
| 2014       | 4           | 0           |
| 通算       | 84          | 20          |

## タイトル

### クラブ
ポーツマスFC
- FAカップ：1回 (2008)

インテルナツィオナーレ・ミラノ
- セリエA：2回 (2008-09, 2009-10)
- コッパ・イタリア：1回 (2009-10)
- UEFAチャンピオンズリーグ：1回 (2009-10)
- スーペルコッパ・イタリアーナ：2回 (2008, 2010)

### 個人
- アフリカネイションズカップ大会ベストイレブン：1回 (2008)